# キー (歌手)
キー（本名:キム・キボム、朝: 김기범、1991年9月23日 - ）は、韓国出身の歌手、俳優、タレント。アイドルグループSHINeeのメンバーである。SMエンタテインメント所属。2008年5月25日に韓国でデビューし、2011年6月22日に日本デビュー。身長175cm、B型。

## 生い立ち
1991年、大邱直轄市（現・大邱広域市）に生まれる。両親は父が証券会社勤務、母が看護師と共働きだったため、幼少期は祖母に面倒を見てもらって育った。中学時代まで水上スキーの選手として活躍し、大邱市代表選手として全国大会に出場、入賞歴がある。
15歳の時に受けたSMエンタテインメントの全国ツアーオーデションでダンスの実力を買われ、8000人の中からたった一人合格する。
大邱永信高等学校卒業後、明知大学校映画ミュージカル学部ミュージカル公演専攻と又石大学校大学校文化・教育コンテンツ開発学科に進学。

## 略歴

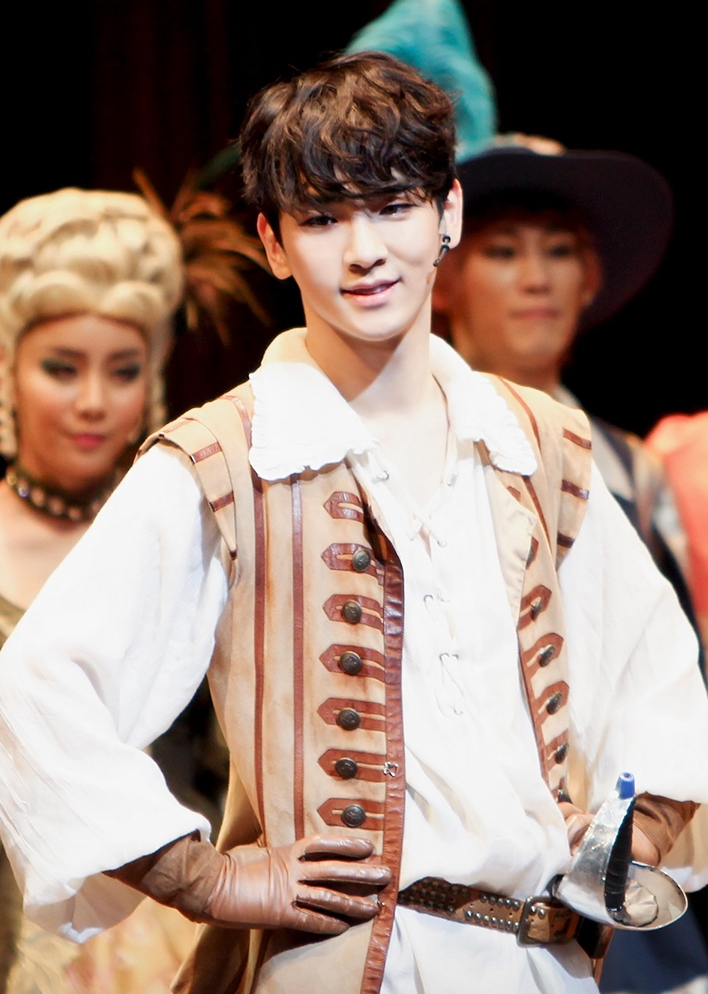
2014年 ミュージカル「三銃士」

2005年から練習生として毎週末、200km以上離れた大邱とソウルを行き来する生活を送り、2008年5月にSHINeeのメンバーとしてデビュー。
グループ活動についてはSHINee#来歴へ。
2011年より様々なバラエティ、ドラマに出演。2012年「CATCH ME IF YOU CAN」のFrank Abagnale, Jr.役でミュージカルに初挑戦し、「Bonnie&Clyde」のClyde Chestnut Barrow 役、「三銃士」のD'Artagnan役を経験したのち、2014年「Zorro」 のZorro役で初めて主演を演じた。
2014年3月10日、キーと同じ91年生まれで親交のあったINFINITEのウヒョンとラジオ番組をきっかけに「Toheart」というユニットを結成。1stミニアルバムをリリースし、ショーケースを行った。INFINITEの事務所がSHINeeのSMエンタテインメントに吸収合併され実を結んだ初のコラボレーションであった。タイトル曲は「Delicious」。「You're My Lady」「Tell Me Why」は、自らラップ・メイキングを手掛けている。
4月から7月にかけて、バラエティ『私たち結婚しました』の世界版に日本人モデルの八木アリサとともに出演し仮想夫婦生活を送った。
2015年以降もミュージカルに出演し続け、「School OZ」 のDavid役、「Chess」の Anatoly Sergievsky役、「In The Hights」の韓国公演にUsnavi役で出演。「IN THE HEIGHTS」はのちに日本公演も行われUsnavi役で出演した。2016年「In The Hights」の演出家イ・ジナによる演劇「地球を守れ」に主人公ビョング役で出演し、活動の幅を広げた。
2016年1月、ファッションアイコンとしてのマルチな活躍が買われ、ジルスチュアート・アクセサリーのイメージキャラクターに起用される。
番組MCとしても活躍し、2015年3月、「M COUNTDOWN」にCNBLUEのイ・ジョンシンとともに抜擢され、2017年4月まで約2年間、番組の進行を担当。2018年3月、シンガーソングライターたちがサバイバルを繰り広げる新音楽番組「Breakers」では単独MCを務めた。9月にはキーがホストとなりゲストに料理を振る舞うトーク番組「清潭Keyチン」もスタートした。
2018年7月、イギリスのエレクトロニックポップバンドYears＆Yearsの楽曲「If You're Over Me」にフィーチャリング参加し、キーが朝鮮語歌詞も担当。
11月6日、デジタルソロシングル「Forever Yours」をリリースし、デビュー10年目にしてソロ歌手としてデビューを果たす。11月26日にはソロアルバム「FACE」をリリースしiTunes総合アルバムチャートにて日本を含め全世界12地域で1位を獲得。12月26日には日本でもミニアルバム「Hologram」でソロデビューし、オリコンデイリーチャートで初登場1位を記録した。このアルバムにはL'Arc〜en〜Cielのtetsuyaが作詞作曲で参加している。アルバム発売に先駆け12月22日に神戸ワールド記念ホール、25日に横浜アリーナにて初のソロライブ「KEY LAND」を開催し、ライブの合間にファッションショーも繰り広げた。2019年2月、韓国で初のソロコンサート「'THE AGIT' KEY LAND-KEY」がソウルのSMTOWN COEX ARTIUMにて開催され、全8日間11公演に渡って行われた。
2019年1月、映画『スピード・スクワッド ひき逃げ専門捜査班』で映画初出演（キム・キボム名義）。3月4日、ファンに向けてファーストアルバムのリパッケージ版フルアルバム『I Wanna Be』をリリースし、同日入隊した。
2020年10月に除隊し、兵役のため2019年に降板した音楽バラエティ「驚きの土曜日-ドレミマーケット-」にレギュラー復帰した。
2021年8月30日、少女時代のテヨンがフィーチャリングとして参加したシングル『Hate that…』をリリースした。9月26日にはオンラインソロコンサート『Beyond LIVE-KEY:‘GROKS IN THE KEYLAND’』が開催され、9月27日には1stミニアルバム『BAD LOVE』がリリースされた。

## 入隊
2019年3月4日、陸軍に現役入隊し基礎軍事訓練を受けた後、軍楽隊に配属。軍楽隊では2か月先輩にあたるBTOBのチャンソプと行動を共にすることが多く、2019年10月、国軍交響楽団演奏会を盛り上げる2人の姿がYouTubeに公開され話題となった。2020年9月に最後の休暇を迎え、新型コロナウイルス感染拡大を考慮し部隊には戻らずに10月7日に除隊。10月9日の除隊報告のライブ配信では、チャンソプがゲスト出演し軍での思い出を振り返った。

## 人物
歌、ラップ、ダンス、演技、MCなどマルチに才能を発揮し、ニックネームは、オールマイティー(万能)鍵(キー)。
母語の朝鮮語の他に日本語、英語、中国語を話す。特に日本語と英語は流暢で、その理由について「日本語は韓国語と語順が同じで少しだけ勉強すれば、自然に上手くなった」「実は、英語が好きでたくさん勉強したが今は日本語の方が自然にできる」と語っている。
ファッションが好きでリメイクが得意。SHINeeのコンサートでの衣装デザインも手掛ける。料理上手としても有名で、SNSやテレビ番組でもたびたびその腕前を披露し、SHINeeのメンバーや共演者に振る舞っている。
芸能界での交友関係が広く、人から悩みを打ち明けられることが多い。
話すことが好きだが、大邱出身であるため昔は方言が強く事務所から話すなと言われていた。練習生時代、方言で喋るとメンバーのミンホから怒っていると誤解され、それが原因で喧嘩をしたこともあった。
座右の銘は「幸せになろう。」「今必要なことはその場で解決しよう。」
コムデとギャルソンという２匹のトイプードルを飼っている。

## 慈善活動
2009年から国内外の子どもたちに継続的な寄付活動を続け、ファンもその意思を汲み2015年にカンボジアに井戸の建設の支援をした。2013年2月、様々な国のファンがミュージカル『Catch Me If You Can』に出演するキーに米花輪2.12トンを送り、キーは一人暮らしのお年寄りや欠食児童のために全国11か所の施設に寄付した。2015年、デザイナーのコ・テヨンとコラボしTシャツを販売し、収益金を動物自由連帯に全額寄付。2016年、ユニセフとルイ・ヴィトンとJ CONTENTREEマガジンによる社会貢献キャンペーン「Make a Promise」にテミン、SUPER JUNIORのイェソン、EXOのスホとともに参加し、COSMOPOLITAN2月号の表紙を飾った。入隊直前の2019年2月には、家庭の事情で治療が困難な子どもや物資支援のために漆谷慶北大学病院に1000万ウォンを寄付した。

## ディスコグラフィ

### 韓国

#### MV
| No. | MV                                                                | アーティスト |
| --- | ----------------------------------------------------------------- | ------------ |
| 1   | "Delicious"                                                       | ToHeart      |
| ２  | "Delicious"（Performance Ver.）                                   | ToHeart      |
| ３  | "Tell Me Why"                                                     | ToHeart      |
| ４  | "Hold On" (feat. Key of SHINee)                                   | AXODUS       |
| 5   | "Key of Secret" 映画「Magic Adventures - The Crystal of Dark」OST | キー         |

#### ミニアルバム
| No. | アルバム名                     | 収録曲 | 参考   |
| --- | ------------------------------ | --- | ------ |
| 1st | BAD LOVE （2021年10月3日）     | 1. BAD LOVE 2. Yellow Tape 3. Hate that... (feat. TAEYON) 4. Helium (헬륨) 5. Saturday Night 6. Eighteen (End Of My World) | [ 59 ] |
| 2nd | Good & Great （2023年9月11日） | 1. Good & Great 2. Can't Say Goodbye 3. Intoxicating 4. Live Without You 5. CoolAs 6. Mirror, Mirror                       |        |

### フルアルバム
| No.              | タイトル名                | 収録曲 | 参考 |
| ---------------- | ------------------------- | --- | ---- |
| 1st              | FACE (2018年11月26日)     | - 1. 센 척 안 해 (One of Those Nights) (feat. Crush) - 2. Good Good - 3. Honest - 4. Forever Yours (feat. SOYOU) - 5. Imagine - 6. Chemicals - 7. I Will Fight(feat. VINXEN) - 8. Easy To Love - 9. 미워 (The Duty of Love) - 10. This Life                                                                                      |      |
| 1st リパッケージ | I Wanna Be (2019年3月4日) | - 1. I Wanna Be (feat. SOYEON) - 2. Show Me - 3. 센 척 안 해 (One of Those Nights) (feat. Crush) - 4. Good Good - 5. Honest - 6. Forever Yours (feat. SOYOU) - 7. Imagine - 8. Chemical - 9. I Will Fight (feat. VIXEN) - 10. Easy To Love - 11. 미워 (The Duty of Love) - 12. This Life - 13. Cold (feat. Hanhae) (Bonus Truck) |      |
| 2nd              | Gasoline (2022年8月30日)  | - 1. 가솔린 (Gasoline) - 2. Bound - 3. Villain (feat. JENO) - 4. Burn - 5. Guilty Pleasure - 6. G.O.A.T (Greatest Of All Time) - 7. I Can't Sleep - 8. Ain't Gonna Dance - 9. Another Life - 10. Delight - 11. Proud |      |
| 2nd リパッケージ | Killer (2023年2月13日)    | - 1. Killer - 2. Heartless - 3. 가솔린 (Gasoline) - 4. Bound - 5. Villain (feat. JENO) - 6. Easy - 7. Burn - 8. Guilty Pleasure - 9. G.O.A.T (Greatest Of All Time) - 10. I Can't Sleep - 11. Ain't Gonna Dance - 12. Another Life - 13. Delight - 14. Proud                                                                     |      |

#### ソロ曲
- 「Born to Shine」(2015年)　ライブで披露した未発売のオリジナルソロ曲　DVD「SHINee WORLD 2014～I’m Your Boy～ Special Edition in TOKYO DOME」に収録
- 「Key of Secret」(2016年) 映画「Magic Adventures - The Crystal of Dark」OST
- ｢Forever yours feat. SOYOU｣(2018年) 念願のデビュー10年目にして初のソロデビューシングル。元SISTARのソユがフィーチャリングとして参加。
- ｢Cold feat. Hanhae｣(2019年) SM STATIONseason3にて発表。元Phantomハンへがフィーチャリングとして参加。

#### 参加曲
- 「Get Down」(2009年)　Key＆ミンホ Feat.ルナ(f(x))
- 「Healing」(2010年) TRAX feat. Key
- 「火星人ウイルス(화성인 바이러스/BOYS&GIRLS) 」(2010年)　少女時代 Feat. Key
- 「Bravo」(2010年) Leeteuk & Key
- 「Two Moons」 (2012年) EXO Feat. Key
- 「One Dream」(2012年) BoA feat. Henry Lau & Key
- 「Hold On」(2015年) AXODUS feat. Key
- 「COOL」(2016年)　Key(SHINee) and Doyoung(NCT) ドラマ「38師機動隊」OST

#### DVD
- 「ヒチョル（SUPER JUNIOR）＆キー（SHINee）の私たち結婚しました」(2015年)[60]
- 「番人！～もう一度、キミを守る～」(2018年)[61]

### 日本

#### ミニアルバム
| No. | アルバム名                  | 収録曲 |
| --- | --------------------------- | --- |
| 1st | Hologram （2018年12月26日） | 1. Hologram 2. Why Are You Here (Feat. CoCo) 3. POWER 4. City Girl 5. 群青の夜 ～One of Those Nights (Japanese Ver.)～ |

## イベントやコンサート

### イベント
| 年度 | イベント名                                                                            | 開催日   | 参考    |
| ---- | ------------------------------------------------------------------------------------- | -------- | ------- |
| 2012 | 「MCM」ストアリニューアルオープンイベント                                             | 8月22日  | [ 62 ]  |
| 2012 | 2012秋季ソウルファッションウィーク                                                    | 10月22日 | [ 63 ]  |
| 2012 | 「2012秋季ソウルファッションウィーク」パク・スンゴンデザイナーファッションショー      | 10月24日 | [ 64 ]  |
| 2012 | 「2012秋季ソウルファッションウィーク」suecomma bonnieプレゼンテーション               | 10月25日 | [ 65 ]  |
| 2013 | 「2013春季ソウルファッションウィーク」ソン・へミョンデザイナーDominics Way Collection | 3月26日  | [ 66 ]  |
| 2013 | 10 Corso Como Seoul5周年イベント                                                      | 3月28日  | [ 67 ]  |
| 2013 | 「optical W」2013春夏プレゼンテーション                                               | 3月29日  | [ 68 ]  |
| 2013 | 「H:CONNECT」フラグシップストアオープンイベント                                       | 5月3日   | [ 69 ]  |
| 2013 | 「2013 20's Choice」授賞式のブルーカーペットイベント                                  | 7月18日  | [ 70 ]  |
| 2013 | ミュージカル「ボニー＆クライド」記者懇談会                                            | 8月19日  | [ 71 ]  |
| 2014 | Toheartショーケース「Delicious」                                                      | 3月10日  | [ 72 ]  |
| 2014 | MBC MUSIC「SHOW CHAMPION」100回特集フォトウォールイベント                             | 3月19日  | [ 73 ]  |
| 2014 | バラエティ番組「私たち結婚しました 世界版」シーズン2制作発表会                        | 3月20日  | [ 74 ]  |
| 2014 | ソウルファッションウィーク 2014 F/W                                                   | 3月25日  | [ 75 ]  |
| 2015 | KOLON SPORT 2015 SSコレクション                                                       | 1月29日  | [ 76 ]  |
| 2015 | ELEVEN PARISフォトウォールイベント                                                    | 4月1日   | [ 77 ]  |
| 2015 | PUMA「ライジングR698」展示会オープニングイベント                                      | 8月21日  | [ 78 ]  |
| 2015 | DEFAYEローンチパーティー                                                              | 9月15日  | [ 79 ]  |
| 2015 | 「2016 S／S ソウルファッションウィーク」パク・スンゴンデザイナーpushBUTTON            | 10月18日 | [ 80 ]  |
| 2015 | 「2016 S／S ソウルファッションウィーク」BEYOND CLOSETコレクション                     | 10月18日 | [ 81 ]  |
| 2015 | KOLON SPORT「アンターティカ ペンギンが飛ぶ」                                          | 11月24日 | [ 82 ]  |
| 2015 | 2015 Mnet Asian Music Awardsアーティストウェルカムミーティング                        | 12月2日  | [ 83 ]  |
| 2016 | LF JILLSTUART ACCESSORYファンサイン会                                                 | 5月21日  | [ 84 ]  |
| 2016 | tvNドラマ「おひとりさま～一人酒男女～」制作発表会                                     | 8月26日  | [ 85 ]  |
| 2016 | 「2017 S/S HERA ソウルファッションウィーク」CHARM'Sコレクション                       | 10月21日 | [ 86 ]  |
| 2017 | 「2017 F/W HERA ソウルファッションウィーク」CHARM'Sコレクション                       | 3月31日  | [ 87 ]  |
| 2017 | 「2017 F/W HERA ソウルファッションウィーク」KYEコレクション                           | 3月31日  | [ 88 ]  |
| 2017 | MBCドラマ「番人」制作発表会                                                           | 5月19日  | [ 89 ]  |
| 2017 | 「2018 S/S ソウルファッションウィーク」CHARM'Sコレクション                            | 10月20日 | [ 90 ]  |
| 2017 | 映画「7号室」VIP試写会                                                                | 11月13日 | [ 91 ]  |
| 2018 | 2018のヘラ・ソウルファッションウィーク「R.SHEMISTE」コレクション                      | 3月24日  | [ 92 ]  |
| 2018 | COACHオープンイベント                                                                 | 4月19日  | [ 93 ]  |
| 2018 | Mnetミュージックバトル番組「BREAKERS」制作発表会AKERS                                 | 4月20日  | [ 94 ]  |
| 2018 | リアリティ番組「清潭Keyチン」制作発表会                                               | 9月5日   | [ 95 ]  |
| 2018 | 映画「物の怪」VIP試写会                                                               | 9月10日  | [ 96 ]  |
| 2018 | Ermenegildo Zegnaのイベント                                                           | 9月20日  | [ 97 ]  |
| 2018 | 2018年度秋冬シーズンプレゼンテーションイベントフォトウォール                          | 11月1日  | [ 98 ]  |
| 2018 | tvN「ソウルメイト2」制作発表会                                                        | 12月6日  | [ 99 ]  |
| 2019 | 映画「スピード・スクワッド ひき逃げ専門捜査班」ショーケース                           | 1月29日  | [ 100 ] |
| 2022 | 「ヴァレンティノ・ガラヴァーニ・ロックスタード・ペット」ポップアップイベント          | 6月10日  | [ 101 ] |
| 2022 | 第17回乳がん認識向上キャンペーンチャリティーイベント                                  | 10月28日 | [ 102 ] |

### コンサート
| 年度 | コンサート名                                                       | 開催国     | 開催日   | 参考                            |
| ---- | ------------------------------------------------------------------ | ---------- | -------- | ------------------------------- |
| 2018 | KEY LAND                                                           | 日本       | 12月25日 | [ 103 ]                         |
| 2019 | [THE AGIT] KEY LAND - KEY                                          | 韓国       | 2月2日   | [ 104 ] [ 105 ] [ 106 ] [ 107 ] |
| 2019 | [THE AGIT] KEY LAND - KEY                                          | 韓国       | 2月3日   | [ 104 ] [ 105 ] [ 106 ] [ 107 ] |
| 2019 | [THE AGIT] KEY LAND - KEY                                          | 韓国       | 2月7日   | [ 104 ] [ 105 ] [ 106 ] [ 107 ] |
| 2019 | [THE AGIT] KEY LAND - KEY                                          | 韓国       | 2月9日   | [ 104 ] [ 105 ] [ 106 ] [ 107 ] |
| 2021 | Beyond LIVE - KEY：GROKS IN THE LEYLAND                            | オンライン | 9月26日  | [ 108 ]                         |
| 2022 | KEY CONCERT G.O.A.T. （Greatest Of All Time） IN THE KEYLAND       | 韓国       | 10月22日 | [ 109 ] [ 110 ]                 |
| 2022 | KEY CONCERT G.O.A.T. （Greatest Of All Time） IN THE KEYLAND       | 韓国       | 10月23日 | [ 109 ] [ 110 ]                 |
| 2022 | KEY CONCERT – G.O.A.T.（Greatest Of All Time）IN THE KEYLAND JAPAN | 日本       | 11月19日 | [ 111 ] [ 112 ]                 |
| 2022 | KEY CONCERT – G.O.A.T.（Greatest Of All Time）IN THE KEYLAND JAPAN | 日本       | 11月20日 | [ 111 ] [ 112 ]                 |

## 出演

### ドラマ
- ムーン・ナイト '90 DEUX編（2011年）- イ・ヒョンドゥ役[113]
- サンショウウオ導師と恋まじない（2012年、SBS）- 花屋の客役[114]
- おひとりさま～一人酒男女～（2016年）- キボム役[115]
- 番人！～もう一度、キミを守る～（2017年、MBC）- コン・ギョンス役[116]

### バラエティ番組
- 美女先生のアイドル育成（2010年）
- 現場トークショー TAXI（2012年、tvN）[117]
- 家族の品格フルハウス（2013年、KBS2）[118]
- ビートルズ・コード2（2013年、Mnet）[119]
- SBSテレビ芸能（2013年、SBS）[120]
- マジックコンサート（2013年、MBC）[121]
- 私たち結婚しました4（2013年、MBC）[122][123]
- ラジオスター（2013年、MBC）[124][125]
- 世界を変えるクイズ～セバキ～（2013年、MBC）- MC[126]
- 私たち結婚しました世界版（2014年、MBC）[127]with 八木アリサ
- セクションTV芸能通信（2014年、MBC）[128]
- 危機脱出No.1（2014年、KBS2）[129]
- 7人の食客（2014年、MBC）[130]
- カン・ホドンの星に願いを（2014年、MBC）[131][132]
- 推理ゲーム－クライムシーン（2014年、JTBC）[133]
- マイ・リトル・テレビジョン（2015年、MBC）[134]
- KEY'S KNOWHOW（2015年、Mnet）[135][136]
- 冷蔵庫をお願い（2015年、JTBC）[137]
- 注文をかけて（2015年、O’live）[138]
- ミッキーマウス・クラブ（2015年、ディズニーチャンネル）[139]
- HIDDEN SINGER（2015年、JTBC）[140]
- スモーキング（2015年、SBS）[141]
- スタイルライブ：日常のテングケム（2015年、OnStyle）[142]
- 言葉でするバスキング－話す通りに（2016年、JTBC）[143]
- ペク・ジョンウォンの三大天王（2017年、SBS）[144]
- 隠密に偉大に（2017年、MBC）[145]
- 芸能街中継（2017年、KBS2）[146]
- ラジオスター（2017年、MBC）- スペシャルMC[147]
- マスターキー（2017年、SBS）[148]
- キーワード＃BoA（2018年、XtvN）- リアリティ番組[149]
- 清潭Keyチン（2018年、KakaoTVkao ）[150]
- 驚きの土曜日-ドレミマーケット-（2018年-2019年、2020年-、tvN）[37]
- モーニングワイド（2018年、SBS）[151]
- チームシェフ（2018年、JTBC）[152]
- 脳セク時代（2018年、tvN）[153]
- ハッピートゥゲザー4（2018年、KBS2）[154]
- 一食ください（2018年、JTBC）[155]
- お見合い喫茶店（2018年、tvN）[156]
- 週刊アイドル（2018年、MBCEvery1）[157]
- スミさん家のおかず（2018年、tvN）[158]
- 国民トークショーアンニョンハセヨ（2018年、KBS2）[159]
- ソウルメイト2（2018年、tvN）[160]
- ユ・ヒヨルのスケッチブック（2018年、KBS2）[161]
- スーパーマンが帰ってきた（2018年、KBS2）[162]
- バトルトリップ（2019年、KBS2）[163]
- 屋根部屋の問題児たち（2019年、KBS2）[164]
- ラジオスター（2020年、MBC）[165]
- 私は一人で暮らす（2021年、MBC）[166]
- シックスセンス2（2021年、tvN）[167]
- テンキーボックス（2021年、wavve）[168]

### 音楽番組
- SBS「人気歌謡」 - MC（2013年）[169]
- Mnet「M COUNTDOWN」 - MC（2015年3月19日 -2017年4月13日）[170][171]
- Mnet「Breakers」- MC（2018年）[26]
- 2022 SBS歌謡大祭典 - MC（2022年）[172]

### ミュージカル
- CATCH ME IF YOU CAN (2012年)　Frank Abagnale, Jr.役[173]
- ボニー＆クライド(2013年)　 Clyde Chestnut Barrow 役[174]
- 三銃士 (2014年)　ダルタニャン役[175]
- Zorro (2014年)　 ゾロ役[176][177]
- School OZ (2015年)　David 役[178]
- Chess (2015年)　アナトリー役[179][180]
- In The Hights (2015年 韓国公演、2016年 日本公演)　 ウスナビ役[181][182]

### 演劇
- 地球を守れ（2016年）- ビョング役[183]

### 映画
- スピード・スクワッド ひき逃げ専門捜査班（2019年）- ハン・ドンス役[184]

### ラジオ
- チョン・ソニの今日みたいな夜（2014年、SBSパワーFM）[185]
- 2時脱出Cultwo Show（2014年、SBSパワーFM）[186]
- チェ・ファジョンのパワータイム（2018年、SBSパワーFM）[187]
- 二時脱出 Cultwo Show（2018年、SBSパワーFM）- スペシャルDJ[188]
- 正午の希望曲、キム・シニョンです（2018年、MBC FM4U）[189]
- ソン・ウニ＆キム・スクのお姉さんちのラジオ（2018年、SBSラブFM）[190]
- ムン・ヒジュンのミュージックショー（2018年、KBSクールFM）[191]
- イ・スジの歌謡広場（2018年、KBSクールFM）- スペシャルDJ[192]
- 2時脱出Cultwo Show（2021年、SBSパワーFM）[193]
- DAY6のKISS THE RADIO（2021年、KBSクールFM）[194]

### CM
- LF Jill Stuart(2016年、韓国、アクセサリー部門)[195]
- オリーブヤング（2021年）

## 雑誌
| 年度 | 月号     | 雑誌名          | 参考            |
| ---- | -------- | --------------- | --------------- |
| 2012 | 5月号    | COSMOPOLITAN    | [ 196 ]         |
| 2013 | 該当なし | ARENA           |                 |
| 2013 | 12月号   | Harper's Bazaar | [ 197 ]         |
| 2014 | 4月号    | W KOREA         | [ 198 ]         |
| 2014 | 4月号    | COSMOPOLITAN    | [ 199 ]         |
| 2014 | 7月号    | NYLON           | [ 200 ]         |
| 2014 | 7月号    | THE CELEBRITY   |                 |
| 2015 | 3月号    | MAPS            | [ 201 ]         |
| 2016 | 2月号    | COSMOPOLITAN    | [ 202 ]         |
| 2016 | 5月号    | ELLE            | [ 203 ]         |
| 2016 | 夏号     | Life and Dogue  |                 |
| 2016 | 9月号    | GRAZIA          | [ 204 ] [ 205 ] |
| 2016 | 11月号   | InStyle         | [ 206 ]         |
| 2016 | 12月号   | 韓国ぴあ        | [ 207 ]         |
| 2017 | 3月号    | 1st Look        | [ 208 ]         |
| 2017 | 6月号    | NYLON           | [ 209 ]         |
| 2017 | 9月号    | 韓国ぴあ        | [ 210 ]         |
| 2017 | 11月号   | Singles         | [ 211 ]         |
| 2017 | 12月号   | CeCi            |                 |
| 2018 | 9月号    | BEAUTY＋        | [ 212 ]         |
| 2018 | 10月号   | Haru*hana       |                 |
| 2018 | 10月号   | W KOREA         |                 |
| 2019 | 1月号    | クレアスタ      | [ 213 ]         |
| 2019 | 2月号    | Marie Claire    | [ 214 ]         |
| 2020 | 11月号   | COSMOPOLITAN    | [ 215 ]         |
| 2021 | 8月号    | MarieClaire     |                 |
| 2021 | 10月号   | VOGUE           |                 |
| 2022 | 9月号    | W KOREA         | [ 216 ]         |

## 賞とノミネート

### 受賞
- 2015年「29th ゴールデンディスク大賞 アルバム人気賞」『Toheart』[217]
- 2017年「グリメ賞 新人演技者賞」[218]
- 2021年「ブランドオブザイヤーアワード エンターテイナー賞」
- 2021年「ブランド消費者ロイヤルティアワード タレント賞」
- 2021年「MBC放送芸能大賞 人気賞」（『私は一人で暮らす』）[219]
- 2022年「今年のブランド大賞 今年の観察バラエティ番組」（『私は一人で暮らす』）[220]
- 2022年「MBC放送芸能大賞 バラエティ部門男性優秀賞」（『私は一人で暮らす』）[221][222]

### ノミネート
- 2017年「MBC演技大賞 新人俳優賞」

### 音楽番組1位
| 年度 | 受賞歴                                        | 参考    |
| ---- | --------------------------------------------- | ------- |
| 2021 | BAD LOVE - 10月9日MBC『ショー 音楽中心』      | [ 223 ] |
| 2024 | Pleasure Shop - 10月5日MBC『ショー 音楽中心』 |         |